# Communication chez les plantes

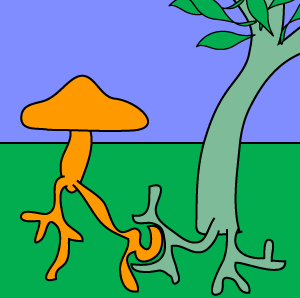
Le réseau mycorhizien établit un système de « relation sociale »

En botanique, la communication chez les plantes, appelée aussi communication des plantes ou communication végétale n'est pas un acte réfléchi comme la communication humaine mais implique chez la plante émettrice une émission plastique et conditionnelle du signal (composé sémiochimique, signal électrique, sonore, hydraulique ou lumineux) en fonction de stimuli environnementaux, associée à une réponse rapide de l'organisme récepteur (micro-organismes, champignons, animaux, plante de la même espèce ou d'une autre espèce).
Une des modalités est la communication inter-plantes ou signalétique des plantes, domaine de recherche prolifique qui a commencé en 1983 en Amérique du Nord.

## Modes de communication

### Communication souterraine versus communication aérienne
- Communication souterraine par les systèmes racinaires qui peuvent échanger des signaux via des anastomoses inter-individu[2] ou le réseau mycorhizien, établissant un système de « relation sociale ».
- Communication aérienne par des composés organiques volatils biosynthétisés au niveau de cellules spécialisées dans la sécrétion. Ces cellules sont situées soit au niveau des fleurs, et on parle alors de plante à parfum, soit au niveau de l’appareil végétatif, et on parle alors de plante aromatique. Ces composés sont principalement des terpénoïdes. Ce sont également des dérivés d’acides gras (principalement des substances volatiles des feuilles vertes de type hexénal (en)[3]), des composés aromatiques (famille des benzénoïdes, des phénylpropanoïdes auxquels appartiennent les coumarines et les flavonoïdes qui sont les substances les plus communes dans le parfum de fleurs[4]), des composés azotés et des composés soufrés[5]. Parmi les 200 000 métabolites secondaires biosynthétisés par les plantes, plusieurs dizaines de milliers de ces substances allélochimiques ont été identifiés, la majorité consacrée à leur défense contre les herbivores[6]. Le profil chimique de différentes plantes est généralement différent et est souvent complètement unique pour cette plante individuellement[7].

### Communication intra-plante versus communication inter-plantes

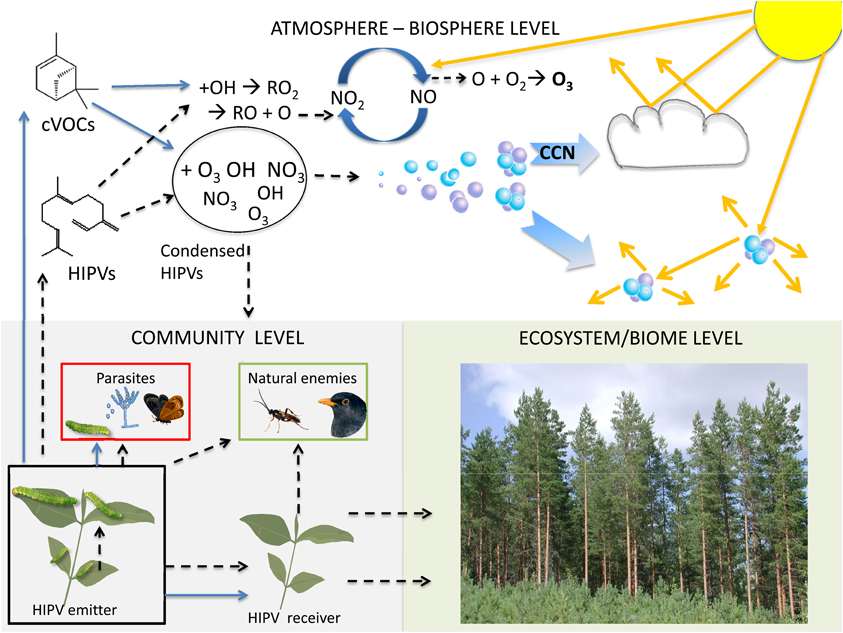
Fonctions et devenirs des composés organiques volatils (COV) qui incluent des phytoncides et des HIPV (en) à trois niveaux : communauté, écosystème/biome et atmosphère-biosphère.

La communication végétale fait appel à la perception des plantes et à différents systèmes de transduction des signaux et de signalisation cellulaire qui impliquent généralement des kinases, des canaux ioniques calcium, potassium… et des facteurs de transcription.
Dans la communication intra-plante (ou communication interne des plantes), la perception des signaux de communication débute dans plusieurs voies. La principale, hormonale, peut utiliser les systèmes vasculaires (les signaux chimiques sont essentiellement des phytohormones de défense mais aussi impliquées dans la fermeture des stomates, avec par exemple le dessèchement des racines qui induit la production d'acide abscissique envoyé, via le xylème, en direction des feuilles). Les signaux électriques à propagation rapide et mettent en jeu des pompes dépendantes de l'ATP et une dépolarisation membranaire transitoire locale du potentiel électrique. Des signaux hydrauliques induits par des blessures utilisent le système hydraulique (xylème et phloème).
La communication inter-plantes ou signalétique des plantes est un domaine de recherche qui a commencé en 1983 en Amérique du Nord avec les travaux pionniers du zoologue Rhoades puis des écologues Baldwin (en) & Schultz. Bien que ces études initiales soient critiquées dans le monde scientifique, notamment celle du koudou et l'acacia, leurs conclusions se répandent dans la culture populaire à travers les métaphores et expressions anthropomorphisantes d'« arbres parlants », de « langage des plantes », de « sensibilité des plantes » et d'« intelligence des plantes » (« débat qui nécessiterait une solide clarification épistémologique du concept d'intelligence »), relayées non seulement dans les pages du magazine Science, mais aussi dans la presse d'information générale du monde entier. Depuis, les preuves de communication inter-plantes dans un contexte de défense ont été étayées surtout dans des laboratoires ventilés et plus rarement sur le terrain (avec notamment l'aulne glutineux, la sauge et le tabac qui comptent parmi les végétaux les plus étudiés). Cette communication utilise parfois des signaux sonores (perception des vibrations acoustiques émises par un prédateur) et lumineux.

Ces preuves restent encore limitées, si bien que les scientifiques ne s'aventurent pas à généraliser le phénomène. En effet, si la plante réceptrice tire bénéfice de cette communication (induction de défense contre l'herbivorie), l'avantage d'une valeur adaptative  pour la plante émettrice reste à élucider car la plante réceptrice non affectée a plus de risque de la priver de lumière et des éléments nutritifs du sol. Dans ces conditions, le scénario le plus probable est que le signal chimique s'adresse à l'herbivore plus qu'à la plante voisine qui intercepte les composés volatils lui signalant la présence d’un ravageur. Il s'agirait plus d'une « écoute clandestine » que d'une véritable communication. Les études sur le terrain confirment ce scénario : dans un contexte de défense, les composés organiques volatils émis par une plante ne sont perçus qu'à quelques dizaines de centimètres d'elle, cette signalisation ne bénéficiant à des plantes voisines que par chance. Ainsi, la communication végétale relèverait plutôt de la soliloquie et la communication aérienne serait avant tout une communication intra-plante, une défense optimale combinant une phase rapide de « priming » qui met en œuvre l'élicitation de la phase suivante plus lente, un déploiement de la défense via des signaux relais vasculaires (émission d'hormones de défense se comptant en jours ou en semaines) qui régulent la résistance systémique induite. Ces fonctions de défense via la communication racinaire est mise en doute par certains scientifiques dans la revue nature,.

## Fonctions
Les signaux chimiques des plantes (arbres, plantes à fleur, etc.) servent principalement de moyen de défense chimique contre les herbivores, fonction primordiale chez ces organismes sessiles. Ils participent aussi à leur lutte contre les microbes pathogènes par le phénomène de résistance systémique acquise. Ils apportent à la fois une protection directe, en inhibant ou en repoussant les agressions ou agresseurs (renforcement des parois, synthèse de toxines) et une protection indirecte, en attirant les prédateurs des herbivores eux-mêmes (parasitoïdes, oiseaux insectivores). Ils peuvent aussi avoir un impact différentiel (attractif ou répulsif) sur les organismes qui interagissent avec elles (symbiontes, parasites, pollinisateurs).
Les composés chimiques ont également un rôle dans les mécanismes d'assemblage de communautés.
Les signaux électriques sont produits en réponse à de nombreux stimuli (pluies acides, irradiation, choc froid, stress osmotique, attaque d'agents pathogènes).

## Applications
Une meilleure compréhension de cette communication peut être utilisée pour protéger les cultures contre les pathogènes biotrophes, nécrotrophes et saprotrophes.